# Майкл Росбаш
Майкл Росбаш (англ. Michael Rosbash нар. 7 березня 1944, Канзас-Сіті, Міссурі, США) — американський генетик та хронобіолог, лауреат Нобелівської премії з фізіології або медицини 2017 року за дослідження циркадного ритму в дрозофілах, розділеної з Джеффрі Голлом та Майклом Янгом.  
Росбаш є професором Університету Брендайса та дослідником в Медичному інституті Говарда Х'юза. Його група клонувала періодичний ген дрозофіли в 1984 році й запропонувала петлю негативного оберненого зв'язку транскрипції-трансляції як механізм циркадного годинника в 1990 році. 1998 року вони відкрили циклічний ген, годинниковий ген та криптохромний фоторецептор, використовуючи форвардну генетику, тобто спочатку визначаючи фенотип мутанта, а потім — генетику мутації.

## Нагороди та визнання
- 1988:Стипендія Гуггенгайма[8]
- 1997:член Американської академії мистецтв і наук[9]
- 2003:член Національної академії наук США
- 2007:член Американської асоціації сприяння розвитку науки
- 2009:Премія Грубера в галузі нейронауки[en][10]
- 2011:Премія Луїзи Гросс Горвіц[11]
- 2012:Міжнародна премія Гайрднера[12]
- 2012:Премія Мессрі[en][13]
- 2013:Премія Вайлі[en][14]
- 2013:Премія Шао
- 2017:Нобелівська премія з фізіології або медицини[15]

## Виноски
1. ↑  Rogers K. Encyclopædia Britannica
2. ↑  Енциклопедія Брокгауз
3. ↑  Munzinger Personen
4. ↑  Freebase Data Dumps — Google.
5. ↑  Математичний генеалогічний проєкт — 1997.
6. ↑  Michael Rosbash Brandeis Page. Архів оригіналу за 16 жовтня 2018. Процитовано 2 жовтня 2017.
7. ↑  Transcription Translation Negative Feedback Loop. Архів оригіналу за 17 лютого 2013. Процитовано 2 жовтня 2017.
8. ↑  Архівована копія. Архів оригіналу за 14 липня 2018. Процитовано 14 липня 2018. {{cite web}}: Cite має пусті невідомі параметри: |autor= та |datum= (довідка); Проігноровано невідомий параметр |sprache= (можливо, |language=?) (довідка); Проігноровано невідомий параметр |titel= (можливо, |title=?) (довідка); Проігноровано невідомий параметр |werk= (можливо, |work=?) (довідка); Проігноровано невідомий параметр |zugriff= (можливо, |access-date=?) (довідка)Обслуговування CS1: Сторінки з текстом «archived copy» як значення параметру title (посилання)
9. ↑  Book of Members 1780–present [Архівовано 13 березня 2016 у Wayback Machine.] (PDF, 478 kB) der American Academy of Arts and Sciences (amacad.org); abgerufen am 1. Oktober 2011
10. ↑  Society for Research on Biological Rhythms. Архів оригіналу за 25 лютого 2010. Процитовано 2 жовтня 2017.
11. ↑  Louisa Gross Horwitz Prize - 2011 [Архівовано 21 вересня 2013 у Wayback Machine.] bei der Columbia University (columbia.edu); abgerufen am 1. Oktober 2011
12. ↑  Michael Rosbash – Gairdner Foundation. Архів оригіналу за 13 березня 2017. Процитовано 2 жовтня 2017.
13. ↑  Lebovits, Susan Chaityn (14 серпня 2012). Rosbash awarded Massry for circadian rhythms work  | BrandeisNOW. BrandeisNOW (англ.). Архів оригіналу за 27 березня 2019. Процитовано 2 жовтня 2017.
14. ↑  Wiley: Twelfth Annual Wiley Prize in Biomedical Sciences Awarded to Dr. Michael Young, Dr. Jeffrey Hall and Dr. Michael Rosbash. www.wiley.com. Архів оригіналу за 14 липня 2018. Процитовано 2 жовтня 2017.
15. ↑  Sample, Ian (2 жовтня 2017). Jeffrey C Hall, Michael Rosbash and Michael W Young win 2017 Nobel prize in physiology or medicine – as it happened. The Guardian (брит.). ISSN 0261-3077. Архів оригіналу за 21 грудня 2019. Процитовано 2 жовтня 2017.